# Campeonato Mundial de Tiro de 1897
El I Campeonato Mundial de Tiro se celebró en Lyon (Francia) en el año 1897 bajo la organización de la Federación Internacional de Tiro Deportivo (ISSF) y la Federación Francesa de Tiro.

## Resultados

### Masculino
| Evento                             | Oro                              | Plata                          | Bronce                               |
| ---------------------------------- | -------------------------------- | ------------------------------ | ------------------------------------ |
| Rifle 3 posiciones 300 m           | Frank Jullien · Suiza · 501 pts. | Ole Østmo · Noruega · 484 pts. | Karl Ehrensperger · Suiza · 471 pts. |
| Rifle 3 posiciones 300 m (equipos) | Suiza · 2310                     | Noruega · 2249                 | Francia 2206                         |
| Rifle en pos. tendida 300 m        | Frank Jullien · Suiza · 172      | Enrico Ghisler Italia 169      | Ole Østmo · Noruega · 167            |
| Rifle en pos. de rodillas 300 m    | Frank Jullien · Suiza · 170      | Alcide Hirschy · Suiza · 165   | Henrik Sillem · Países Bajos · 161   |
| Rifle en pos. de pie 300 m         | Ole Østmo · Noruega · 161        | Frank Jullien · Suiza · 159    | Henrik Sillem · Países Bajos · 157   |

## Medallero
| Núm. | País         | Oro | Plata | Bronce | Total |
| ---- | ------------ | --- | ----- | ------ | ----- |
| 1    | Suiza        | 4   | 2     | 1      | 7     |
| 2    | Noruega      | 1   | 2     | 1      | 4     |
| 3    | Italia       | 0   | 1     | 0      | 1     |
| 4    | Países Bajos | 0   | 0     | 2      | 2     |
| 5    | Francia      | 0   | 0     | 1      | 1     |
|      | TOTAL        | 5   | 5     | 5      | 15    |